# Шидловець
Шидло́вець (пол. Szydłowiec, Шидловєц) — місто в центральній Польщі.
Адміністративний центр Шидловецького повіту Мазовецького воєводства. Передмістя — Ксьонжек, Вимислув.

## Історія
За легендою, початок місту 1427 року дали брати Славко та Якуб гербу Одровонж.
Власники міста — брати Миколай, бургграф Вавеля, та Станіслав, жарнувський каштелян, отримали 1470 року від короля Казимира Ягеллончика право перевести місто з польського на німецьке право.
1827 року в місті було 277 домів, проживали 2890 мешканців.
1858 року — 320 та 4039 відповідно.

## Демографія
Демографічна структура станом на 31 березня 2011 року:
|          | Загалом | Допрацездатний вік | Працездатний вік | Постпрацездатний вік |
| -------- | ------- | ------------------ | ---------------- | -------------------- |
| Чоловіки | 6034    | 1142               | 4416             | 476                  |
| Жінки    | 6234    | 1047               | 3918             | 1269                 |
| Разом    | 12268   | 2189               | 8334             | 1745                 |